# Arthur Segal
Arthur Segal (n. 13 iulie 1875, Iași, Vechiul Regat – d. 23 iunie 1944, Londra, Anglia, Regatul Unit) a fost un pictor, artist și scriitor evreu român din exil. 

## Biografie
Segl s-a născut la Iași. În 1892 a plecat la studii în Berlin. La începutul anilor 1900 a studiat în Paris și în Italia. Ulterior, acesta s-a reîntors în Berlin, unde și-a început cariera. Din cauza primului război mondial, a fost nevoit să se mute în Ascona, Elveția, împreună cu familia sa, unde a devenit membru al curentului Dada. În 1920, acesta s-a restabilit la Berlin, unde și-a fondat propria școală de arte. 
Din cauza antisemitismului care creștea o dată cu naziștii, în anul 1933 a fugit din Germania, stabilindu-se mai întâi în Palma de Mallorca, apoi în Londra, unde și-a fondat o altă școală de arte. A decedat în anul 1944 la Londra.
Opera sa este caracterizată de impresionism, expresionism și dadaism, promovând un mesaj anti-război. Arthur Segal a fost și scriitor. 